# Tales Schutz
Tales Schutz (Porto Alegre, Brasil, 22 de agosto de 1981), futbolista brasileño, de origen alemán. Juega de delantero y su actual equipo es el Esporte Clube São José de la Campeonato Gaúcho.

## Clubes
| Club                   | País       | Año       |
| ---------------------- | ---------- | --------- |
| Botafogo               | Brasil     | 2001-2002 |
| FC Ashdod              | Israel     | 2002      |
| Maccabi Netanya        | Israel     | 2003      |
| Botafogo               | Brasil     | 2003      |
| Akratitos              | Grecia     | 2003-2004 |
| Cianorte FC            | Brasil     | 2004      |
| Jagiellonia Białystok  | Polonia    | 2004-2005 |
| Atlético Juventus      | Brasil     | 2005      |
| Grêmio Inhumense       | Brasil     | 2006      |
| South China AA         | Hong Kong  | 2006-2007 |
| Leixões SC             | Portugal   | 2007-2008 |
| South China AA         | Hong Kong  | 2008-2011 |
| AZAL PFC Baku          | Azerbaiyán | 2011-2012 |
| FK Inter Baku          | Azerbaiyán | 2012-2013 |
| Hong Kong Rangers FC   | Hong Kong  | 2013-2014 |
| Esporte Clube São José | Brasil     | 2015      |
| Esporte Clube Guarani  | Brasil     | 2016      |

## Palmarés

### Campeonatos nacionales
| Título                        | Club           | País      | Año  |
| ----------------------------- | -------------- | --------- | ---- |
| Primera División de Hong Kong | South China AA | Hong Kong | 2007 |
| Primera División de Hong Kong | South China AA | Hong Kong | 2008 |
| Primera División de Hong Kong | South China AA | Hong Kong | 2009 |
| Primera División de Hong Kong | South China AA | Hong Kong | 2010 |